# 大和村 (岐阜県)
大和村（やまとむら）は、かつて岐阜県揖斐郡にあった村である。
現在の揖斐川町の中心地に該当する。村名は大和神社に由来する。

## 歴史
- 江戸時代末期、この地域は美濃国大野郡であり、天領であった。
- 1897年（明治30年）4月1日 - 極楽寺村、房島村、上南方村、若松村が合併し発足。
- 1955年（昭和30年）4月1日 - 揖斐町、北方村、清水村、小島村と合併し揖斐川町が発足。同日大和村廃止。

## 教育
- 大和村立大和小学校（現・揖斐川町立大和小学校）
- 北和中学校（現・揖斐川町立北和中学校）